# Efferia argentifascia
Efferia argentifascia este o specie de muște din genul Efferia, familia Asilidae, descrisă de Günther Enderlein în anul 1914. Conform Catalogue of Life specia Efferia argentifascia nu are subspecii cunoscute.